# توجة (شركة)
توجة هي شركة أغذية زراعية مقرها في بجاية، وهي العلامة التجارية المخصصة للمياه المعدنية ومنتجات عصيرات الفاكهة المصنعة من قبل شركات المجموعة غيغابايت.

## التاريخ
- في عام 1936، افتتحت الشركة وحدة للمشروبات الغازية في بجاية تسمى غدوش بوعلام ليموناضة.

- في عام 1996، افتتحت الشركة مصنعًا حديثًا لإنتاج وتعبئة المياه المعدنية الطبيعية والغازية في توجة ، أطلق عليه اسم شركة توجة المياه.

- في عام 2003، افتتحت الشركة وحدة لتصنيع العصائر والشراب في مدينة القصر.

- في عام 2014، افتتحت الشركة وحدة تصنيع المشروبات الغازية والعصائر في بجاية تحت اسم أونيلي.

## المنتجات
- مياه معدنية.
- مياه معدنية كربونية.
- مياه معدنية فاكهية.
- عصير فواكه.
- رحيق الفاكهة.

## الروابط الخارجية
- الموقع الرسمي